# 矩尺座S
矩尺座S，又名CP-57 7821，HD 146323、SAO 243586、HR 6062，是矩尺座的一颗恒星，视星等为6.49，位于銀經327.75，銀緯-5.4，其B1900.0坐标为赤經16h 10m 34.4s，赤緯-57° -5.4′ 10″。